# جيري سكوت
جيري سكوت (بالإنجليزية: Jerry Scott)‏ هو فنان قصص مصورة أمريكي، ولد في 2 مايو 1955 في ساوث بند في الولايات المتحدة.

## وصلات خارجية
- جيري سكوت على موقع IMDb (الإنجليزية)